# Fumaria reuteri
Fumaria reuteri é uma espécie de planta com flor pertencente à família Papaveraceae. 
A autoridade científica da espécie é Boiss., tendo sido publicada em Diagnoses Plantarum Orientalium Novarum 2(8): 13. 1849.

## Portugal
Trata-se de uma espécie presente no território português, nomeadamente em Portugal Continental.
Em termos de naturalidade é nativa da região atrás indicada.

## Protecção
Não se encontra protegida por legislação portuguesa ou da Comunidade Europeia.